# Kabba Samura
Kabba Samura (Freetown, 26 ottobre 1981) è un ex calciatore sierraleonese, di ruolo attaccante.

## Biografia
Samura è sposato e ha due figli.

## Carriera

### Club
Samura giocò per il Mighty Blackpool, prima di passare agli svedesi dello Ölme. Successivamente fu in forza al Göteborg e allo Assyriska, prima di accordarsi con i greci dell'OFI Creta. Fu poi messo sotto contratto dall'Aalesund, formazione norvegese all'epoca militante nella 1. divisjon: esordì in squadra il 27 agosto 2006, subentrando a Lasse Olsen nel pareggio per 1-1 sul campo dello Sparta Sarpsborg. L'8 ottobre arrivò la sua prima rete, nella sconfitta per 3-2 contro lo Strømsgodset.
Nel 2007 si trasferì ai finlandesi dello HJK, mentre nel 2008 tornò in Svezia e giocò al Bodens. Dopo un'esperienza con gli azeri del Muğan, passa in forza ai vietnamiti dello Hoàng Anh Gia Lai.

### Nazionale
Samura giocò per la Sierra Leone.